# Péché contre l'Esprit
 (juin 2023).

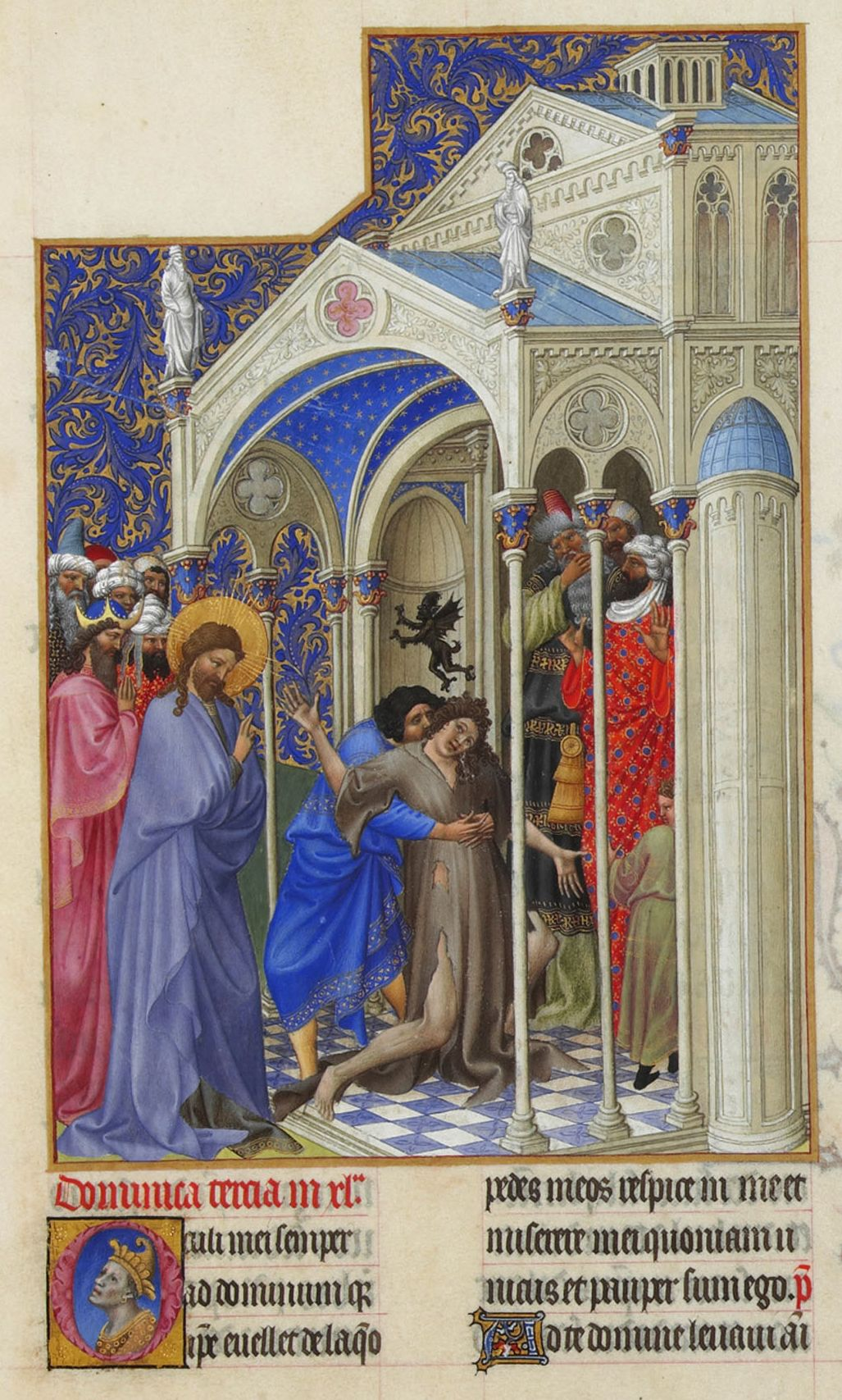
Exorcisme d'un garçon possédé par un démon, Très Riches Heures du duc de Berry, XVe siècle.

Le péché contre l'Esprit, quelquefois appelé blasphème contre l'Esprit (grec: τοῦ Πνεύματος βλασφημία tou Pneumatos blasphēmia, latin : blasphemia Spiritus « blasphème de l’Esprit »), est un concept chrétien issu du Nouveau Testament.
Initialement, ce péché consiste à attribuer au Mal ou au diable une œuvre manifeste de l'Esprit saint. Le concept vient des trois évangiles synoptiques, lors d'expulsions de démons par Jésus, quand certains pharisiens lui reprochent de chasser les mauvais esprits grâce à l'intervention de Belzébuth, le chef des démons (Marc 3:22, Matthieu 12:24 et Luc 11:15).
Quelques versets plus loin, dans chacun des trois synoptiques, cette notion apparaît en lien avec celle de blasphème (Marc 3:28-29, Matthieu 12:30-32 et Luc 12:8-10) : « Mais quiconque aura parlé contre l'Esprit saint, cela ne lui sera remis ni en ce monde, ni dans l'autre. » (Mt 12, 31–32). Elle se trouve également dans d'autres passages du Nouveau Testament, notamment Hébreux 6:4-6 et 10:25-31, et 1 Jean 5:16.
La théologie chrétienne a longtemps débattu de la question de savoir si certains péchés ne peuvent être pardonnés, et, dans l'affirmative, de la définition de ces péchés. Le concept est interprété différemment par le  catholicisme et le protestantisme.

## Nouveau Testament

### Évangiles
Les trois évangiles synoptiques, à la suite des exorcismes de Jésus, rapportent que certains pharisiens ou scribes accusent Jésus de chasser les mauvais esprits par Belzébuth, le chef des démons (Marc 3:22, Matthieu 12:24 et Luc 11:15).
À cela, Jésus répond sous la forme de paraboles que la puissance de Satan doit être vaincue par une puissance plus forte (Marc 23-27 ; Matthieu 12:29 ; Luc 11:21-22) avant que les démons puissent être chassés par « l’Esprit de Dieu » (Mt 12:28) ou par le « doigt de Dieu » (Lc 11:20), par lequel le Royaume de Dieu vient aux hommes.
En Marc et Matthieu, Jésus annonce immédiatement que tous les péchés peuvent être pardonnés, y compris tous les blasphèmes possibles, sauf le blasphème de l'Esprit :
- « En vérité, je vous le dis, tout sera remis aux enfants des hommes, les péchés et les blasphèmes tant qu'ils en auront proférés ; mais quiconque aura blasphémé contre l'Esprit saint n'aura jamais de rémission : il est coupable d'une faute éternelle. » (Marc 3:28-29)
- « C'est pourquoi je vous dis : tout péché et tout blasphème sera pardonné aux hommes, mais le blasphème contre l'Esprit ne sera point pardonné. Quiconque parlera contre le Fils de l'homme, il lui sera pardonné ; mais quiconque parlera contre le Saint-Esprit, il ne lui sera pardonné ni dans ce siècle ni dans le siècle à venir. » (Matthieu 12:30-32)

Ce logion se trouve également dans Luc (12:9-10) mais dans un contexte différent :
- « Et quiconque parlera contre le Fils de l'homme, il lui sera pardonné; mais à celui qui blasphémera contre l'Esprit il ne sera point pardonné. »

Le blasphème contre l'Esprit est ici le fait d'attribuer à Satan ce qui est l'œuvre de l'Esprit de Dieu, comme lorsque les pharisiens accusaient Jésus de chasser les démons par le pouvoir de Belzébuth, en niant le caractère divin d'œuvres divines.  Le péché contre le Fils de l'homme  peut être pardonné parce qu'il est commis par ignorance et par incompréhension de la personne humaine du Christ, qui voile sa divinité.

### Épîtres
- « Car il est impossible que ceux qui ont été une fois éclairés, qui ont goûté le don céleste, qui ont eu part au Saint Esprit, qui ont goûté la bonne parole de Dieu et les puissances du siècle à venir, et qui sont tombés, soient encore renouvelés et amenés à la repentance, puisqu'ils crucifient pour leur part le Fils de Dieu et l'exposent à l'ignominie[2]. »
- « N'abandonnons pas notre assemblée, comme c'est la coutume de quelques-uns; mais exhortons-nous réciproquement, et cela d'autant plus que vous voyez s'approcher le jour. Car, si nous péchons volontairement après avoir reçu la connaissance de la vérité, il ne reste plus de sacrifice pour les péchés, mais une attente terrible du jugement et l'ardeur d'un feu qui dévorera les rebelles. Celui qui a violé la loi de Moïse meurt sans miséricorde, sur la déposition de deux ou de trois témoins ; de quel pire châtiment pensez-vous que sera jugé digne celui qui aura foulé aux pieds le Fils de Dieu, qui aura tenu pour profane le sang de l'alliance, par lequel il a été sanctifié, et qui aura outragé l'Esprit de la grâce ? Car nous connaissons celui qui a dit : A moi la vengeance, à moi la rétribution ! et encore : Le Seigneur jugera son peuple. C'est une chose terrible que de tomber entre les mains du Dieu vivant[3]. »
- « Si quelqu'un voit son frère commettre un péché qui ne mène point à la mort, qu'il prie, et Dieu donnera la vie à ce frère, il la donnera à ceux qui commettent un péché qui ne mène point à la mort. Il y a un péché qui mène à la mort; ce n'est pas pour ce péché-là que je dis de prier[4]. »

## Pères de l'Église et scolastique
Les Pères de l'Église ont envisagé des interprétations supplémentaires, Augustin d'Hippone l'appelant l'un des passages les plus difficiles de l'Écriture. 
Thomas d'Aquin et la dogmatique scolastique reprennent les explications des Pères de l'Église et proposent trois définitions possibles :
- une insulte dirigée contre l'une des trois personnes divines peut être considérée comme un péché contre le Saint-Esprit ;
- persévérer dans le péché jusqu'à la mort, avec une impénitence finale, comme l'a proposé Augustin, frustre l'œuvre du Saint-Esprit, à qui est appropriée la rémission des péchés ;
- les péchés contre la qualité de la Troisième Personne divine, étant la charité et la bonté, sont conduits dans la méchanceté, en ce qu'ils résistent aux inspirations du Saint-Esprit pour se détourner ou être délivrés du mal. De tels péchés peuvent être considérés comme plus graves que ceux commis contre le Père par fragilité (la qualité du Père étant la puissance) et ceux commis contre le Fils par ignorance (la qualité du Fils étant la sagesse)[1].

Thomas d'Aquin énumère six péchés contre l'Esprit :
- Espérance présomptueuse de salut (praesumptio)
- Désespoir du salut (desperatio)
- Réticence à reconnaître la vérité (impugnatio veritatis agnitae)
- Envie du don de grâce d’autrui (invidentia fraternae gratiae)
- Obstination dans le péché (obstinatio)
- Impénitence jusqu’à la mort (impoenitentia).

## Interprétation catholique
Le Catéchisme de l'Église catholique affirme  : « Il n’y a pas de limites à la miséricorde de Dieu, mais qui refuse délibérément d’accueillir la miséricorde de Dieu par le repentir rejette le pardon de ses péchés et le salut offert par l’Esprit saint. Un tel endurcissement peut conduire à l’impénitence finale et à la perte éternelle. » 
Le pape Jean-Paul II, dans son encyclique Dominum et Vivificantem sur l'Esprit saint, a abordé cette question. Le « blasphème » ne consiste pas exactement à offenser en paroles l'Esprit saint ; il consiste à refuser de recevoir le salut que Dieu offre à l'homme par l'Esprit agissant en vertu du sacrifice de la Croix. Si l'homme refuse la « manifestation du péché », qui vient de l'Esprit et qui a un caractère salvifique, il refuse en même temps la « venue » du Paraclet, en union avec la puissance rédemptrice du sang du Christ. Le blasphème contre l'Esprit est le péché de celui qui revendique le « droit » de persévérer dans le mal — dans le péché quel qu'il soit — et refuse par là même la Rédemption. L'homme reste enfermé dans le péché, rendant impossible, pour sa part, sa conversion et aussi, par conséquent, la rémission de ses péchés. Le péché contre l'Esprit est lié à la perte du sens du péché évoqué dans l'exhortation apostolique Reconciliatio et paenitentia. 
Plus tard, en 1999, Jean-Paul II définit le péché contre l'Esprit qui consiste à refuser la grâce de Dieu. « L'enfer indique l'état de ceux qui se séparent librement et définitivement de Dieu. "Mourir dans le péché sans se repentir" signifie : être séparé de lui pour toujours par notre libre choix. Cet état d'auto-exclusion définitive de la communion avec Dieu et les bienheureux est appelé enfer. […] La damnation éternelle, donc, n'est pas attribuée à l'initiative de Dieu parce que dans son amour miséricordieux, il ne peut que désirer le salut des êtres qu'il a créés. […] La damnation consiste précisément dans la séparation définitive d'avec Dieu, librement choisie par la personne humaine et confirmée par la mort qui scelle à jamais son choix. Le jugement de Dieu ratifie cet état. »

## Interprétation protestante
Jean Calvin a écrit : « Je dis donc qu'il pèche contre le Saint-Esprit qui, tout en étant tellement contraint par la puissance de la vérité divine qu'il ne peut plaider l'ignorance, résiste délibérément, et cela simplement pour le plaisir de résister. »
Jacobus Arminius a défini le péché impardonnable comme le rejet et le refus de Jésus-Christ par une méchanceté et une haine déterminées contre le Christ. Cependant, Arminius différait de Calvin en croyant que le péché pouvait être commis par des croyants, une conclusion à laquelle il est parvenu grâce à son interprétation d'Hébreux 6: 4-6.
John Wesley, le père de la tradition méthodiste (arminianisme), a parlé du péché impardonnable dans un sermon intitulé « Appel aux rétrogrades », dans lequel il a écrit que ce blasphème est absolument impardonnable. Par conséquent, pour ceux qui sont coupables de cela, Dieu ne sera plus imploré.
L'Église méthodiste unie enseigne : « Que la peine de séparation éternelle d'avec Dieu sans espoir de retour ne s'applique dans les Écritures que dans deux cas - soit, comme dans Hébreux 6 et 10, aux personnes qui rejettent volontairement, publiquement et explicitement Jésus comme Sauveur après l'avoir confessé, soit dans les évangiles, à ceux qui blasphèment contre le Saint-Esprit en déclarant que les œuvres de Jésus étaient les œuvres du Malin. »
Karl Barth a écrit en décembre 1938 à propos de la persécution des Juifs par le nazisme : « L'antisémitisme est un péché contre l'Esprit. »

### Documents
- Thomas d'Aquin, Summa Theologiae, Secunda Secundae, quaestio 14, art. 1, 2, 3, 4.
- Martin Luther, Sermon von der Sünde wider den Heiligen Geist (1529) (lire en ligne).
- Anton Fridrichsen, « Le péché contre le Saint-Esprit », Revue d'histoire et de philosophie religieuses,  1923/3-4,  p. 367-372

### Sources récentes
- David Flusser, Die Sünde gegen den heiligen Geist, in Ernst Ludwig Ehrlich (dir.): Wie gut sind deine Zelte, Jaakow“. Festschrift zum 60. Geburtstag von Reinhold Mayer. Bleicher Verlag, Gerlingen, 1986, p. 139–144.
- « Thierry Murcia, Le blasphème contre le Saint Esprit »